# Luigi Casaril
Luigi Casaril (Venezia, 2 giugno 1883 – Roma, 15 agosto 1980) è stato un presbitero italiano appartenente alla Congregazione di San Giuseppe (Giuseppini del Murialdo). Ha ricoperto il ruolo di Superiore Generale dell'istituto dal 1931 al 1958 ed è noto per aver fondato nel 1953 le Suore murialdine di San Giuseppe.

## Biografia
Luigi Casaril nacque a Venezia il 2 giugno 1883 da una famiglia profondamente cristiana. Fin da giovane frequentò il Patronato Pio IX, diretto dai Giuseppini del Murialdo, dove maturò la sua vocazione religiosa. Entrò nel noviziato della Congregazione di San Giuseppe all'età di 15 anni, iniziando un cammino che lo avrebbe portato a dedicare oltre 80 anni alla vita religiosa. 

## Superiore Generale (1931–1958)
Nel 1931, Casaril fu eletto quarto Superiore Generale della Congregazione di San Giuseppe, succedendo a don Girolamo Apolloni. Durante il suo lungo mandato, guidò la congregazione attraverso periodi complessi, inclusi gli anni della Seconda Guerra Mondiale, promuovendo l'espansione delle opere giuseppine sia in Italia che all'estero.
Sotto la sua guida, la congregazione consolidò la sua presenza in America Latina e in altre regioni, rafforzando l'impegno educativo e pastorale tra i giovani e le famiglie bisognose. Casaril mantenne rapporti stretti con il Vaticano; in particolare, ebbe diverse udienze con papa Pio XII, durante le quali discusse lo stato delle opere giuseppine e la causa di beatificazione di san Leonardo Murialdo. 

## Fondazione delleSuore murialdine di San Giuseppe
Nel 1953, riconoscendo la necessità di una presenza femminile che collaborasse con i Giuseppini nelle opere educative e pastorali, Casaril fondò le Suore murialdine di San Giuseppe. L'istituto nacque ufficialmente a Rivoli (TO), con l'approvazione dell'arcivescovo Maurilio Fossati. Le prime suore emisero i voti il 7 novembre 1948, e nel 1954 fu aperta la prima missione in Brasile. Successivamente, l'istituto si espanse in Ecuador, Cile, Argentina e Messico, affiancando le opere dei Giuseppini nell'educazione dei giovani e nel sostegno alle famiglie. 

## Eredità
Padre Luigi Casaril è ricordato come una figura centrale nella storia dei Giuseppini del Murialdo, per la sua lunga e fruttuosa leadership e per la fondazione delle Suore Murialdine di San Giuseppe. La sua vita, dedicata al servizio della Chiesa e dei giovani, ha lasciato un'impronta duratura nelle opere educative e pastorali ispirate al carisma di san Leonardo Murialdo.